# Liste der Monuments historiques in Chermignac
Die Liste der Monuments historiques in Chermignac führt die Monuments historiques in der französischen Gemeinde Chermignac auf.

## Liste der Bauwerke
| Bezeichnung       | Beschreibung              | Standort | Kennzeichnung | Schutzstatus | Datum | Bild           |
| ----------------- | ------------------------- | -------- | ------------- | ------------ | ----- | -------------- |
| Monumentalkreuz   | Erbaut im 15. Jahrhundert | (Lage)   | PA00104650    | Classé       | 1906  | weitere Bilder |
| Kirche St-Quentin | Erbaut im 11. Jahrhundert | (Lage)   | PA00104651    | Classé       | 1906  | weitere Bilder |

## Liste der Objekte
Zum Verständnis siehe: Kirchenausstattung

### Kirche St-Quentin
| Bezeichnung             | Beschreibung                              | Standort | Kennzeichnung | Schutzstatus | Datum | Bild |
| ----------------------- | ----------------------------------------- | -------- | ------------- | ------------ | ----- | ---- |
| Fragment einer Skulptur | Stein, 15. Jahrhundert                    | (Lage)   | PM17001185    | Inscrit      | 1981  |      |
| Taufbecken              | Stein, 17. Jahrhundert                    | (Lage)   | PM17000072    | Classé       | 1982  |      |
| Glocke                  | Bronze, 1601                              | (Lage)   | PM17001968    | Inscrit      | 2003  |      |
| Kelch                   | Silber, vergoldet, zwischen 1819 und 1838 | (Lage)   | PM17001717    | Inscrit      | 1992  |      |